# 2005 في بوليفيا
فيما يلي قوائم الأحداث التي وقعت خلال عام 2005 في بوليفيا.

## سياسة

### تعيين في المنصب
- 9 يونيو – إدواردو رودريغيز قائمة رؤساء بوليفيا.

### انتهاء فترة المنصب
- 6 يونيو – كارلوس ميسا قائمة رؤساء بوليفيا.
- 22 سبتمبر – إدواردو رودريغيز قائمة رؤساء بوليفيا.

## رياضة
- 1 يناير – بطولة أمريكا الجنوبية لكرة الطائرة للسيدات 2005

## وفيات

### أكتوبر
- 19 أكتوبر – لويس أدولفو سيليس ساليناس (مواليد 1925) سياسي بوليفي.